# Olimpia Altuve
Olimpia Altuve (Quetzaltenango, Guatemala 1892 - 1987) fue la primera guatemalteca y la segunda mujer centroamericana en obtener un título universitario, graduándose como farmacéutica en 1919.

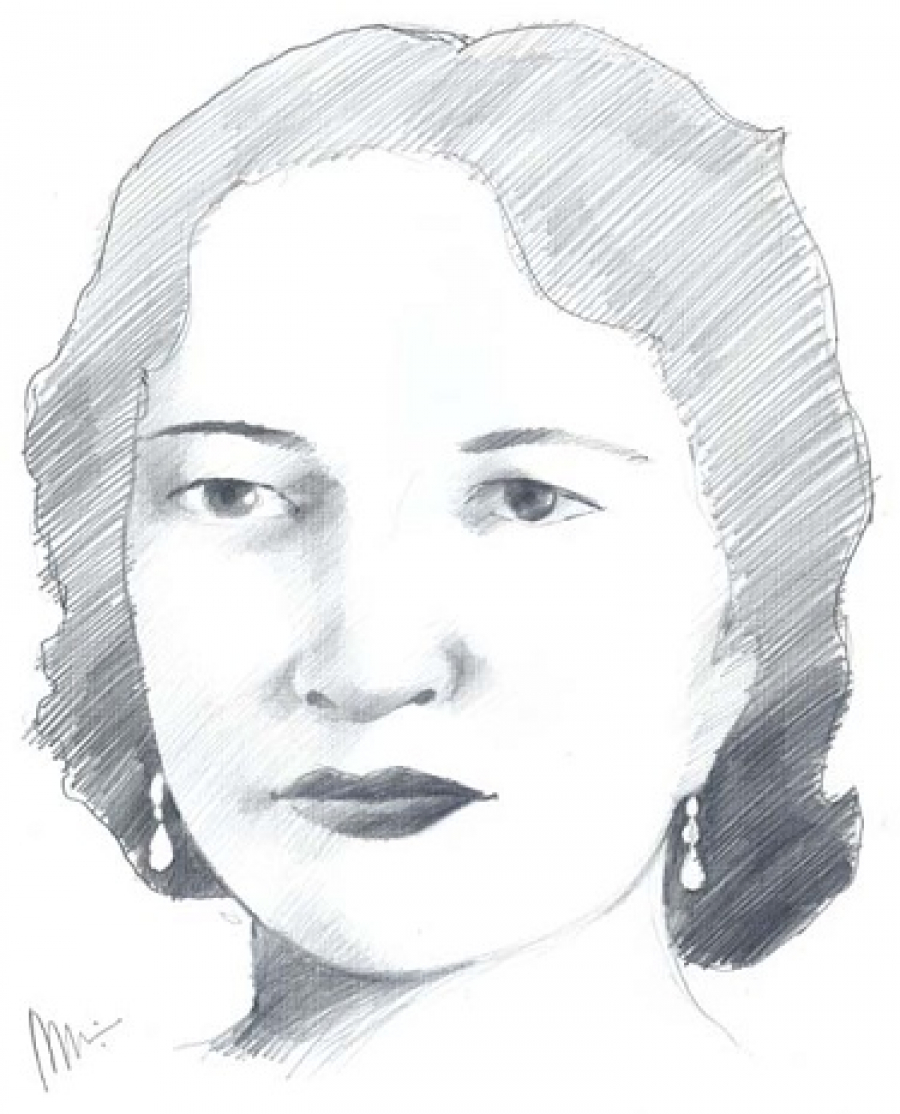
Retrato de Olimpia Altuve, por Mauro Osorio.

## Biografía
Nació en Quetzaltenango el 13 de octubre de 1892. Obtuvo los títulos de Maestra de Educación Primaria y graduada en Ciencias y Letras en el Instituto Normal para Señoritas de Occidente e ingresó a la Universidad de San Carlos de Guatemala (en ese momento llamada Universidad Nacional Estrada Cabrera). Egresó de la Facultad de Medicina y Farmacia, obteniendo su título como Farmacéutica el 23 de noviembre de 1919.
Su trabajo de graduación fue titulado «Contribución al estudio de la Cecropia mexicana (Guarumo)», una planta usada para el tratamiento de la diabetes. 

En el año de graduación de Altuve, aún no se reconocían los derechos ciudadanos de las mujeres en Guatemala, por lo que no se le permitió el uso de la toga. Fue hasta 1967, en un acto realizado en el Salón de Honor de la Facultad de Ciencias Jurídicas y Sociales, que a Altuve se le confirió el título de Química Bióloga y el derecho a usar toga universitaria. En este acto, Altuve expresó:
«Es cierto que hubo de mi parte una firme decisión para reconocer el difícil camino, para lanzarme con ánimo de victoria a una empresa que en aquellos tiempos entrañaba arremeter sin temores ni recelos, contra arraigados prejuicios y notorios egoísmos. Tengo que ser sincera conmigo misma, para comprender que un azar del destino y, no otra circunstancia ni mérito alguno, me colocó en la situación de privilegio que significa haber sido la primera profesional universitaria de Centroamérica.»

## Impacto y legado
El desarrollo profesional de Altuve fue un hito que marcó un antes y después para la lucha por la igualdad de género de las mujeres centroamericanas. La salvadoreña Antonia Navarro Huezo (1869-1891) obtuvo su doctorado en Ingeniería Topográfica el 20 de septiembre de 1889, en el paraninfo de la Universidad de El Salvador, con su tesis "La luna de las mieses". 
Actualmente en el Colegio de Farmacéuticos y Químicos de Guatemala, alrededor de un 70% de los profesionales agremiados son mujeres.

### Medalla Olimpia Altuve
En 2019 el Colegio de Farmacéuticos y Químicos de Guatemala creó la Medalla Olimpia Altuve en honor a su centenario de graduación, buscando reconocer anualmente a mujeres profesionales agremiadas a este órgano colegiado. Esta es la lista de galardonadas:
| Nombre         | Profesión            | Año  |
| -------------- | -------------------- | ---- |
| Hada Alvarado  | Química Farmacéutica | 2019 |
| Michele Monroy | Nutricionista        | 2020 |